# 曾興成
曾興成（？年—？年），臺灣苗栗縣三灣鄉果農，改良橫山梨種植方式以避開颱風季節及提升結果率，帶動家鄉經濟，被譽為「三灣冬梨之父」。
「三灣冬梨」是指經由促成栽培，提早開花，進而提早採收的橫山梨，果實和正常季節產出的橫山梨是一樣的，只是二者的採收季節不一樣。

## 生平
曾興成先祖是自新竹橫山遷徙至三灣，家族在山坡地種稻維生。約1950年前後，三灣曾引進梨樹作小規模試種，但十幾年從無斬獲，眾人便認為當地不適合種梨。1962年間，因國際茶價持續走低，再加上山坡地種植的柑桔也遭嚴重的黃龍病，當地人又興起種植水梨的想法。當曾興成向家人提出棄稻種梨的構想時，不但家人不贊成，也引起街坊鄰居譏諷。他想種植的橫山梨又稱「木頭梨」，意思指梨肉質粗糙像啃木頭。何況橫山梨是春天開花，至中秋左右採收，其間常遭颱風侵襲。
曾興成邀約十多位同好農友，引進橫山梨苗種植，總共植一千餘株，經三年照顧，終於結出纍纍的春梨，卻被颱風一掃而光，使得他家境雪上加霜。後來曾興成發現，一次九月颱把梨樹葉子全打落，使得原本次年春天開花的梨樹提前於十月綻放花朵，次年六月便提早成熟。於是曾興成、曾毓添父子就雇請工人在果園內採摘樹葉，引起不少民眾的好奇，認為父子倆種果樹不成功，是想摘樹葉洩恨。這種人工摘葉的方法成功促使水梨在十月裡開花，結果率卻不理想。
曾興成卻不灰心，仍積極到各地收購結果率高的梨樹枝嫁接，有次打聽到南鄉一戶農家的梨樹結果纍纍，便前往要求接枝，但因庭院內有兩棵橫山梨及一棵山楂梨樹，他誤剪山楂梨樹枝幹嫁接在橫山梨上，使得隔年嫁接的梨樹真的結果，沒嫁接山楂梨的果樹卻無動聲色。他才發現水梨雖是雌雄同花，但也必須要有異花授粉，才會有良好結果率。1966年，三灣梨農以異花授粉技術，每株嫁接一枝山楂梨作為授粉之用，終於在次年結果，於是將此梨命名為「三灣冬梨」。
三灣梨農的栽種方式是在育苗圃裡栽種山楂梨，一年後接橫山梨枝幹，再隔一年，以每株間隔二十台尺分種於山坡地上，三年後就開始於每年九月中旬至下旬，以手工或藥劑將梨葉完全燒焦，等葉落後第二十天就會開花，經過一季風霜雨露，隔年春末即可採收。自1968年，三灣的果農們自行運銷三灣冬梨，至1971年由農會開辦正式的共同運銷。每逢產銷季節，三灣便設立三個檢收站，由共同運銷班的班員輪流擔任檢收工作，將冬梨依重量與品質分中、大、特、特大、超大等五級，再運到果菜公司轉售給各地的零售商。1971年10月，臺灣省農林廳開始補助三灣鄉種梨，起初十七位果農參加，梨園面積十公頃。
新竹區改良場三灣產銷班於1973年設計了三灣梨梅花註冊標誌，成為全臺灣第一個在中央標準局有註冊商標的水果標誌，圖案是一個大圓圈住兩個具有三道彎弧的小圓。
至1975年時，三灣的梨園面積已達到一百多公頃，該年生產冬梨廿萬公斤以上，運銷價每公斤十七元。曾敏添回憶，當時三灣冬梨大都種植在三灣村及內灣村兩地，卓蘭、東勢果農，還利用假日包遊覽車到三灣鄉參觀栽種梨樹技術。1977年報導，三灣農會該年的活期定存就超過七百萬元台幣，列舉了數名以三灣冬梨致富的果農：曾毓芳、曾毓錦兩兄弟正花費一百餘萬元興建一棟八十多坪的洋房；鍾增和以七分地種植近兩百棵的梨樹，比起十餘年前靠編斗笠過活，現擁有一棟兩層樓、全套電氣化的洋房；吳鵠祥更適時發起捐獻運動，和五十四位農友共捐款一萬八千元，於九月底分送各國中、小學作獎學金。
曾興成因其貢獻被稱為「三灣梨之父」、「三灣冬梨之父」，1981年8月13日被選為第五屆十大傑出農家之一。
三灣鄉農會總幹事曾武雄表示，三灣冬梨的極盛時期約維持了十年左右，每季共同運銷的數量多達十萬箱以上，著實為三灣梨農帶來不少收益，但後來消費者轉向喜愛果肉飽滿、肉質細甜的高接梨，而使冬梨面臨衝擊，曾毓添遂在1983年把高接梨引進三灣，之後當地梨農紛紛改種，因高接梨肥培期和三灣冬梨牴觸難以兼顧，三灣冬梨種植量因而下滑。1996年，三灣冬梨產量已剩下約一萬六千箱。
1997年《聯合報》報導時曾興成已去世，記者在該報導中指三灣冬梨被視為粗梨，價錢低廉，預測不久就會消失在市場。